# Сонцевська сільська рада
| Сонцевська сільська рада — колишній орган місцевого самоврядування у Старобешівському районі Донецької області з адміністративним центром у c. Сонцеве. Сільській раді підпорядковані населені пункти: - c. Сонцеве - с. Краснопілля - с. Новомихайлівка |

## Склад ради
Рада складається з 16 депутатів та голови.

## Керівний склад сільської ради
| ПІБ                           | Основні відомості                                                         | Дата обрання | Дата звільнення |
| ----------------------------- | ------------------------------------------------------------------------- | ------------ | --------------- |
| Афанасенко Тетяна Геннадіївна | Сільський голова, 1979 року народження, освіта, член Партії регіонів      | 26.03.2006   | 11.04.2008      |
| Ротто Сергій Іванович         | Сільський голова, 1964 року народження, освіта, член Партії регіонів      | 30.11.2008   | 31.10.2010      |
| Ротто Сергій Іванович         | Сільський голова, 1964 року народження, освіта вища, член Партії регіонів | 31.10.2010   |                 |

Примітка: таблиця складена за даними джерела